# Manuel Bravo Portillo
Manuel Bravo Portillo (Filipines, 1876 - Barcelona, 5 de setembre de 1919) va ser un comissari de la policia barcelonina, espia i cap de banda armada espanyol. Bravo va participar activament en la repressió del moviment obrer i el pistolerisme patronal durant les primeres dècades del segle xx a Catalunya, un període caracteritzat per forts conflictes socials entre els treballadors i els interessos patronals.
Des de la seva arribada a Barcelona el 1908, Bravo va establir connexions amb figures del món criminal i polític de la ciutat. Durant la Setmana Tràgica, Bravo va actuar de manera contundent contra les revoltes populars que protestaven per la mobilització de reservistes per ser enviats al Marroc, fet que el va portar a ser nomenat comissari, sent un dels més joves de l’Estat en aquell moment.
Durant la Primera Guerra Mundial, va actuar com a espia per a Alemanya i va estar implicat en l'assassinat de l'industrial Josep Albert Barret i Moner, que fabricava material per als aliats. Aquestes activitats van ser revelades per Solidaridad Obrera, en una denúncia amb proves concloents feta per Ángel Pestaña, fet que va conduir al seu empresonament el 1918.
Tot i ser processat, condemnat i destituït, Bravo va ser alliberat a finals d'aquell mateix any i va continuar al servei del capità general de Catalunya, Joaquim Milans del Bosch, i de la patronal catalana, organitzant atemptats contra dirigents de la  Confederació Nacional del Treball (CNT).
Durant la vaga de La Canadenca de 1919, Bravo va recolzar els sectors empresarials i militars, destacant per les seves actuacions en contra de la CNT i altres sindicats. El 1919 es va unir a la Federació Patronal i va formar La Banda Negra, grup paramilitar destinat a eliminar destacats líders sindicalistes, com ara, Pau Sabater, president del sindicat de tintorers de Barcelona, o José Castillo. Aquest grup va ordenar la crida, cerca i mort contra set sindicalistes sota recompensa de 25.000 pessetes per cadascun d'ells.
El 5 de setembre de 1919, Bravo va ser abatut a trets a prop del carrer Santa Tecla, al barri de Gràcia de Barcelona, on va morir. L'acció la va dur a terme un grup anarquista, en represàlia per la implicació de l'excomissari en els assassinats d'activistes sindicals. Segons alguns testimonis, Bravo es dirigia a Gràcia en tramvia per trobar-se amb una amant quan va ser emboscat pels pistolers. La seva mort, però, no va posar fi a la violència contra el moviment sindical, que va continuar durant els anys posteriors.
L'execució de Bravo, documentada a l'obra 100 anys. 100 fotos. Gràcia 1897-1997, és considerada com un dels esdeveniments més significatius de 1919 a la ciutat de Barcelona, en un període on la portació d'armes i l'ús de la violència per solucionar conflictes eren fenòmens habituals.